# 科珀城 (加利福尼亞州格倫縣)
科珀城（英語：Copper City）是位於美國加利福尼亞州格伦縣的一個非建制地區。該地的面積和人口皆未知。

## 地理
科珀城的座標為39°43′23″N 122°48′34″W / 39.72306°N 122.80944°W，而該地的平均海拔高度為1,779米（即5,837英尺）。